# Pune International Film Festival
Das Pune International Film Festival (PIFF) wird seit 2002 alljährlich in der westindischen Stadt Pune, Maharashtra veranstaltet. Seit 2010 wird das Festival als offizielles Filmfest des Bundesstaates Maharashtra durchgeführt. Präsentiert werden Spielfilme, Kurzfilme und Animationsfilme.
Direktor des Festivals ist seit Beginn der indische Regisseur Jabbar Patel, der auch den Vorsitz der Pune Film Foundation hat, die in enger Zusammenarbeit mit der Regierung des Bundesstaates Maharashtra das Pune International Film Festival organisiert und durchführt.
Durch eine international besetzte Jury werden alljährlich die „Prabhat“-Preise der Regierung von Maharashtra vergeben: Aus vierzehn Filmen wird der beste internationale Film ausgewählt und prämiert, an den besten internationalen Regisseur, an den besten (indischen) Film im Bundesstaat Maharashtra wird der Sant Tukaram Preis vergeben, es wird ein Publikumspreis vergeben sowie weitere Förderpreise.
Der Hauptpreis ist ausgestattet mit 10 Lakh INR, was einem Wert von ca. 12.000 EUR (Stand: November 2018) entspricht.
Es ist ein ausgesprochenes Ziel der Festivalmacher, die Stadt Pune als bedeutende, weltoffene Filmstadt in Indien und international zu positionieren: Pune, eine westindische Stadt mit langer Historie, bekannt als Festung und Hauptstadt der Marathen im Kampf gegen die Moghuln, ist bekannt seit Beginn des 20. Jahrhunderts als Stadt der Wissenschaften (u. a. Fergusson College), seit dem Ende der britischen Kolonialherrschaft als Filmstadt und neuerdings – zusätzlich und darüber hinaus – als Stadt der Automobilindustrie.
Die Stadt Pune ist auch Sitz der Film- und Fernsehhochschule Indiens (FTII), sowie Sitz des Nationalen Film Archivs von Indien. Eine Reihe von indischen Filmmachern, die in Mumbai („Bollywood“) tätig sind, haben in der Stadt ihren Wohnsitz genommen. Andere indische Filmetropolen sind Kolkata, Bangalore, Chennai, Trivandrum und Goa.
Das Festival steht in natürlicher Konkurrenz zu weiteren, überregional Beachtung findenden indischen Filmfestivals, unter denen das International Film Festival of India (IFFI), begründet im Jahr 1952, das alljährlich in Goa stattfindet, wahrscheinlich die größte Aufmerksamkeit auf sich zieht.

## Gewinner des Sant Tukaram Preises
| Jahr | Film               | Regisseur                       |
| ---- | ------------------ | ------------------------------- |
| 2006 | Dombivali Fast     | Nishikanth Kamat                |
| 2007 | Shevri             | Gajendra Ahire                  |
| 2008 | Tingya             | Mangesh Hadawale                |
| 2009 | Gabhricha Paus     | Satish Manwar                   |
| 2010 | Natarang           | Ravi Jadhav                     |
| 2011 | Baboo Band Baaja   | Rajesh Pinjani                  |
| 2012 | Ha Bharat Maza     | Sumitra Bhave, Sunil Sukhtankar |
| 2013 | Kaksparsh          | Mahesh Manjrekar                |
| 2014 | Fandry             | Nagraj Manjule                  |
| 2015 | Elizabeth Ekadashi | Paresh Mokashi                  |
| 2016 | Ranga Patanga      | Prasad Namjoshi                 |
| 2017 | Lathe Joshi        | Mangesh Joshi                   |
| 2018 | Pimpal             | Gajendra Ahire                  |

## Internationale Preisträger
| Jahr | Preis                 | Film                            | Regisseur                           |
| ---- | --------------------- | ------------------------------- | ----------------------------------- |
| 2005 | Bester Film           | Eine Frau namens Yesterday      | Darrell Roodt                       |
| 2005 | Preis der Jury        | Earth and Ashes                 | Atiq Rahimi                         |
| 2005 | Beste Regie           | Dias de Santiago                | Josué Méndez                        |
| 2006 | Bester Film           | Das Kind                        | Jean-Pierre und Luc Dardenne        |
| 2006 | Beste Regie           | Das Kind (2005)                 | Jean-Pierre und Luc Dardenne        |
| 2007 | Bester Film           | The Old Barber                  | Hasi Chaolu                         |
| 2007 | Beste Regie           | Die Axt (Le Couperet)           | Costa-Gavras                        |
| 2008 | Bester Film           | XXY                             | Lucía Puenzo                        |
| 2008 | Beste Regie           | Sleepwalking Land               | Teresa Prata                        |
| 2009 | Bester Film           | Lake Tahoe                      | Fernando Eimbcke                    |
| 2009 | Beste Regie           | Tulpan                          | Sergei Dworzewoi                    |
| 2010 | Bester Film           | White Lightnin’                 | Dominic Murphy                      |
| 2010 | Beste Regie           | Who Is Afraid of the Wolf?      | Maria Procházková                   |
| 2011 | Bester Film           | Dooman River                    | Zhang Lu                            |
| 2011 | Beste Regie           | Reverse                         | Borys Lankosz                       |
| 2012 | Bester Film           | Wer wenn nicht wir              | Andres Veiel                        |
| 2012 | Beste Regie           | Nader und Simin – Eine Trennung | Asghar Farhadi                      |
| 2013 | Bester Film           | Barbara                         | Christian Petzold                   |
| 2013 | Beste Regie           | La demora                       | Rodrigo Plá                         |
| 2014 | Bester Film           | Papusza – Die Poetin der Roma   | Krzysztof Krauze, Joanna Kos-Krauze |
| 2014 | Beste Regie (geteilt) | Papusza – Die Poetin der Roma   | Krzysztof Krauze, Joanna Kos-Krauze |
| 2014 | Beste Regie (geteilt) | Foreign Bodies                  | Mirko Locatelli                     |
| 2015 | Bester Film           | Behaviour                       | Ernesto Daranas                     |
| 2015 | Beste Regie (geteilt) | Like Never Before               | Zdeněk Tyc                          |
| 2015 | Beste Regie(geteilt)  | Test                            | Alexander Kott                      |
| 2016 | Bester Film           | Immortal                        | Seyed Hadi Mohaghegh                |
| 2016 | Beste Regie           | Thithi                          | Raam Reddy                          |
| 2017 | Bester Film           | Lost in Munich                  | Petr Zelenka                        |
| 2017 | Beste Regie           | The Student                     | Kirill Serebrennikow                |
| 2018 | Bester Film           | Free and Easy                   | Geng Jun                            |
| 2018 | Beste Regie           | Lucrecia Martel                 | Zama                                |